# Cung Trường Sanh
Trong quần thể di tích cố đô Huế, Cung Trường Sanh hay Cung Trường Sinh (chữ Hán: 長生宮, phiên âm: Trường Sanh cung), còn có tên gọi khác là Cung Trường Ninh (長寧宮),  với tổng diện tích là 11,400m2, nằm ở phía Tây Bắc Hoàng thành Huế, phía Bắc giáp với hồ Nội Kim Thủy, phía Nam là cung Diên Thọ, phía Đông là Trực Phương viên (thuộc khu vực Tử Cấm Thành). Vai trò ban đầu của cung là hoa viên, nơi các vua triều Nguyễn mời mẹ mình đến thăm thú ngoạn cảnh. Về sau cung được chuyển thành nơi ăn ở sinh hoạt của một số bà Hoàng thái hậu và Thái hoàng thái hậu.
Trong thời kỳ rực rỡ nhất, kiến trúc cảnh quan của Cung Trường Sanh được vua Thiệu Trị xếp vào hàng thứ bảy và được mô tả trong bài Trường Ninh Thùy Điếu thuộc tập thơ Thần kinh nhị thập cảnh liệt kê 20 thắng cảnh của kinh đô Huế.

## Lịch sử

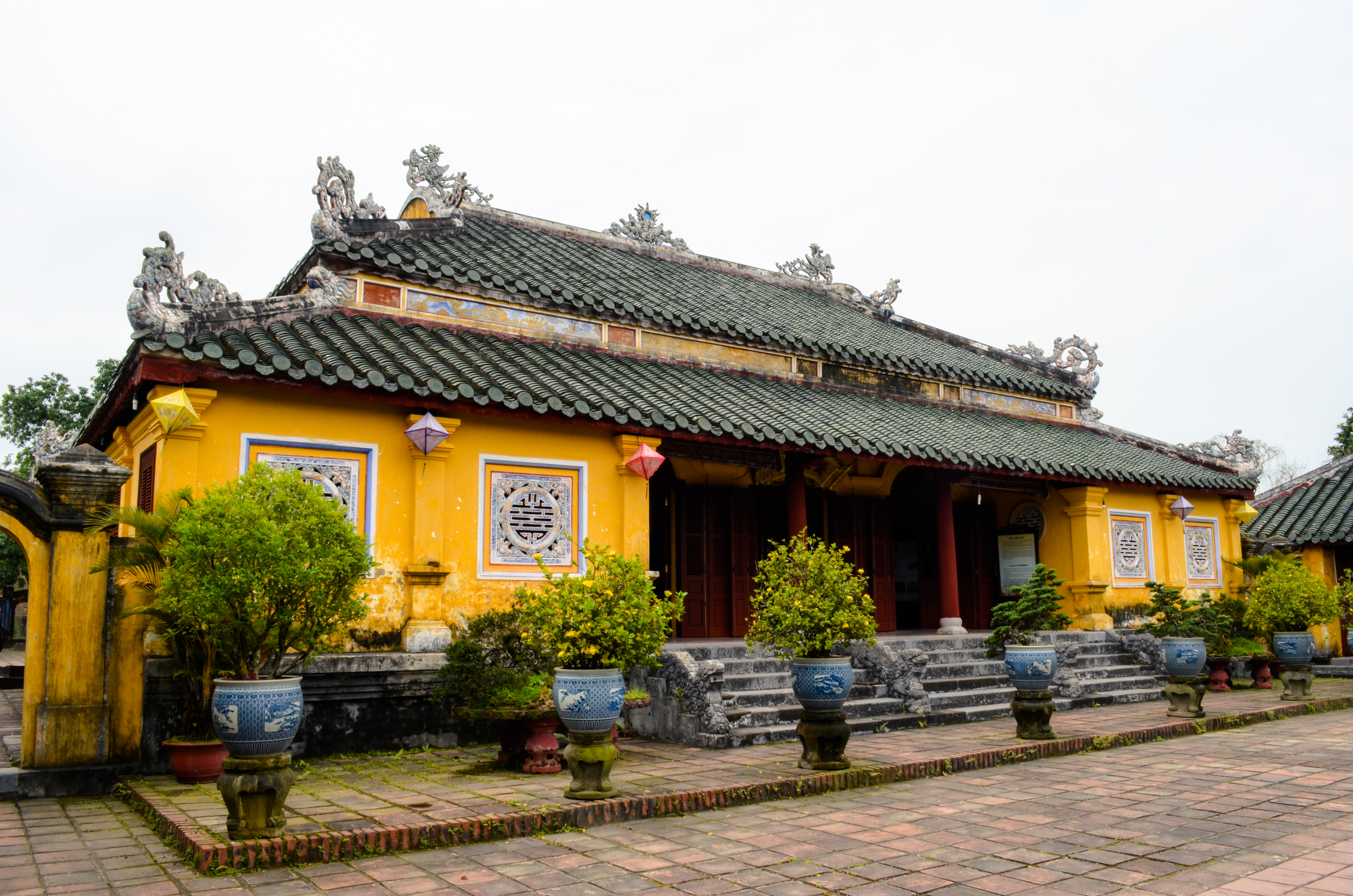
Nhà Ngũ Đại Đồng Đường

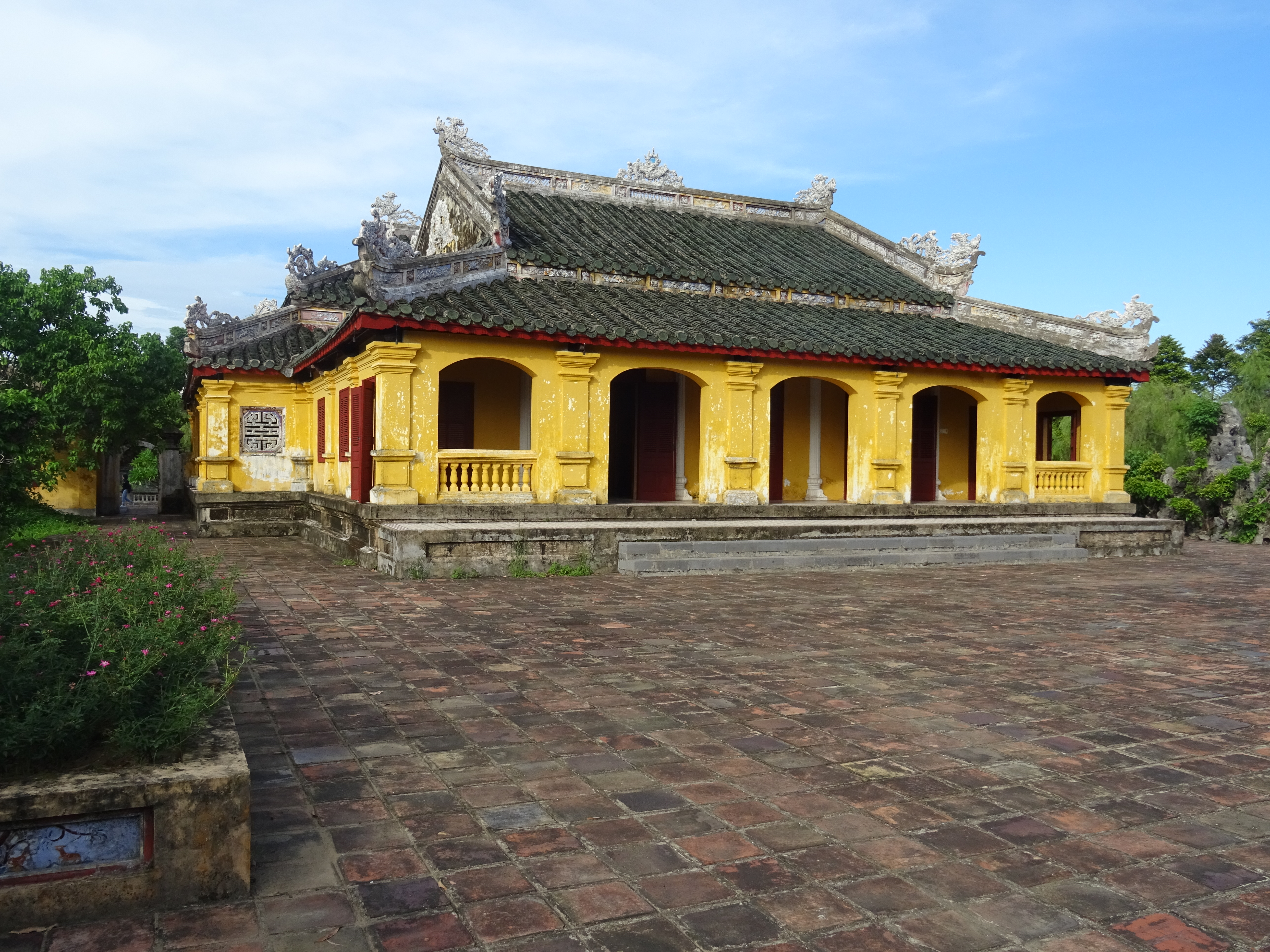
Điện Thọ Khang

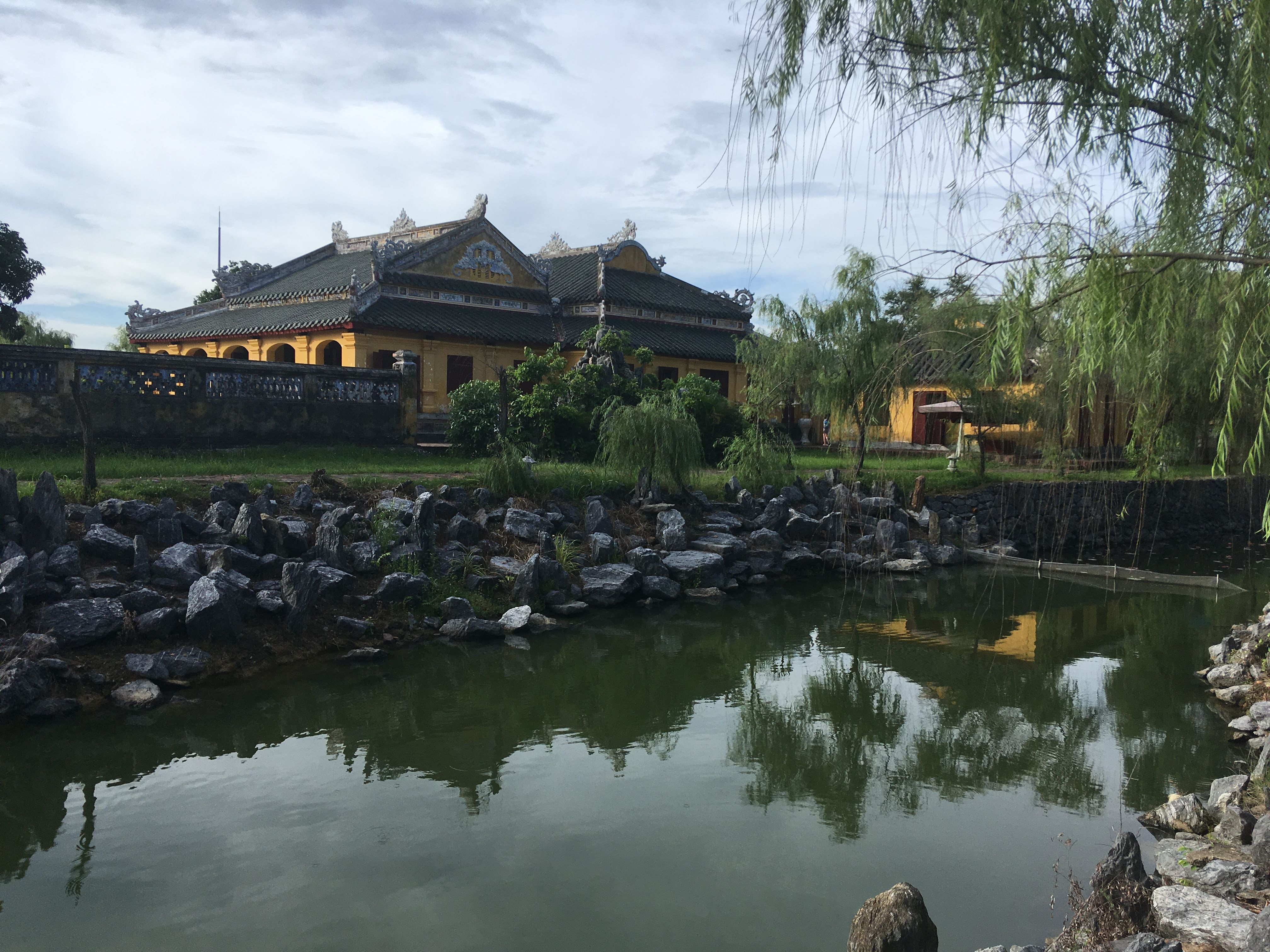
Lạch Đào Nguyên

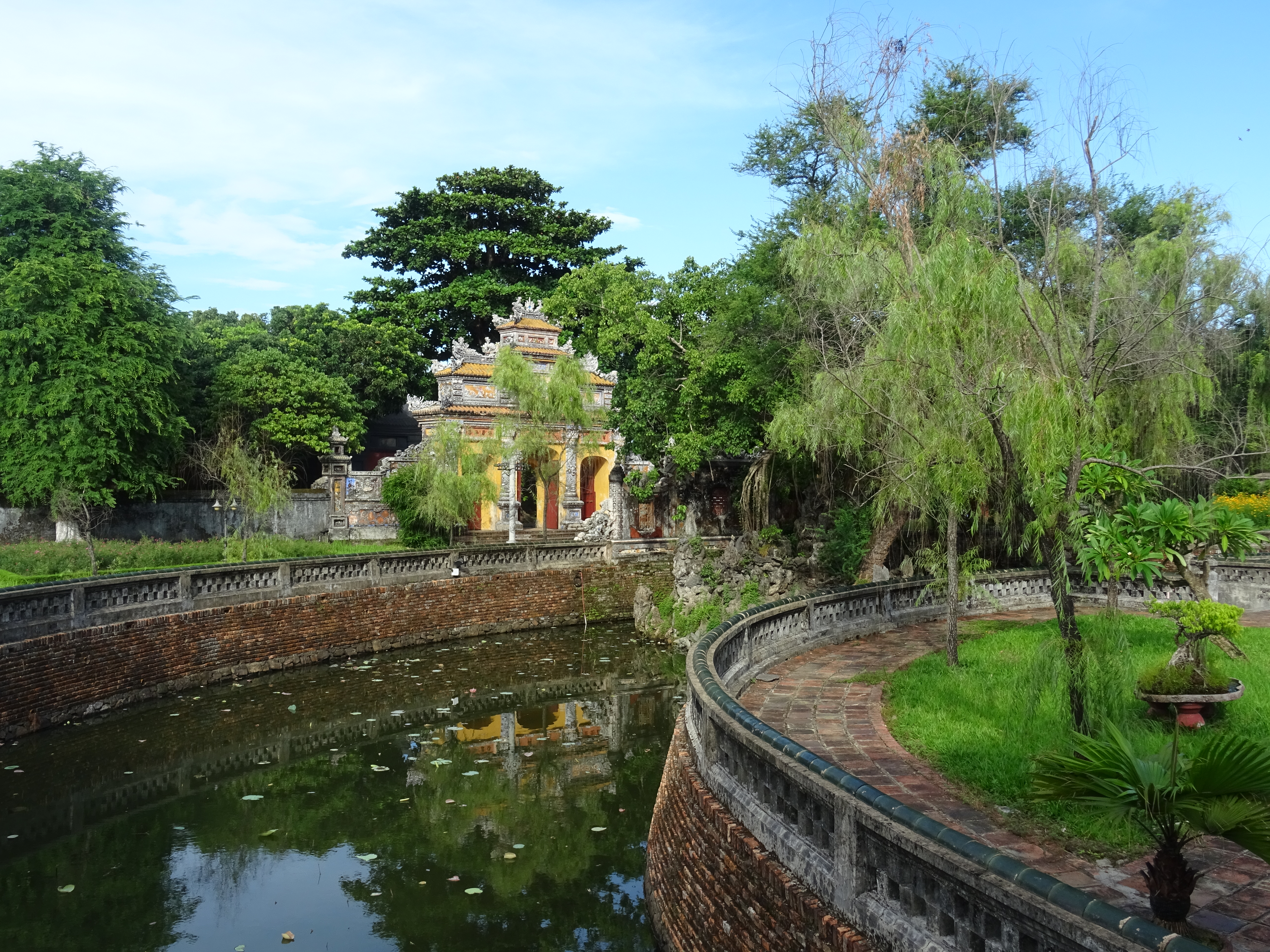
Hồ Tân Nguyệt

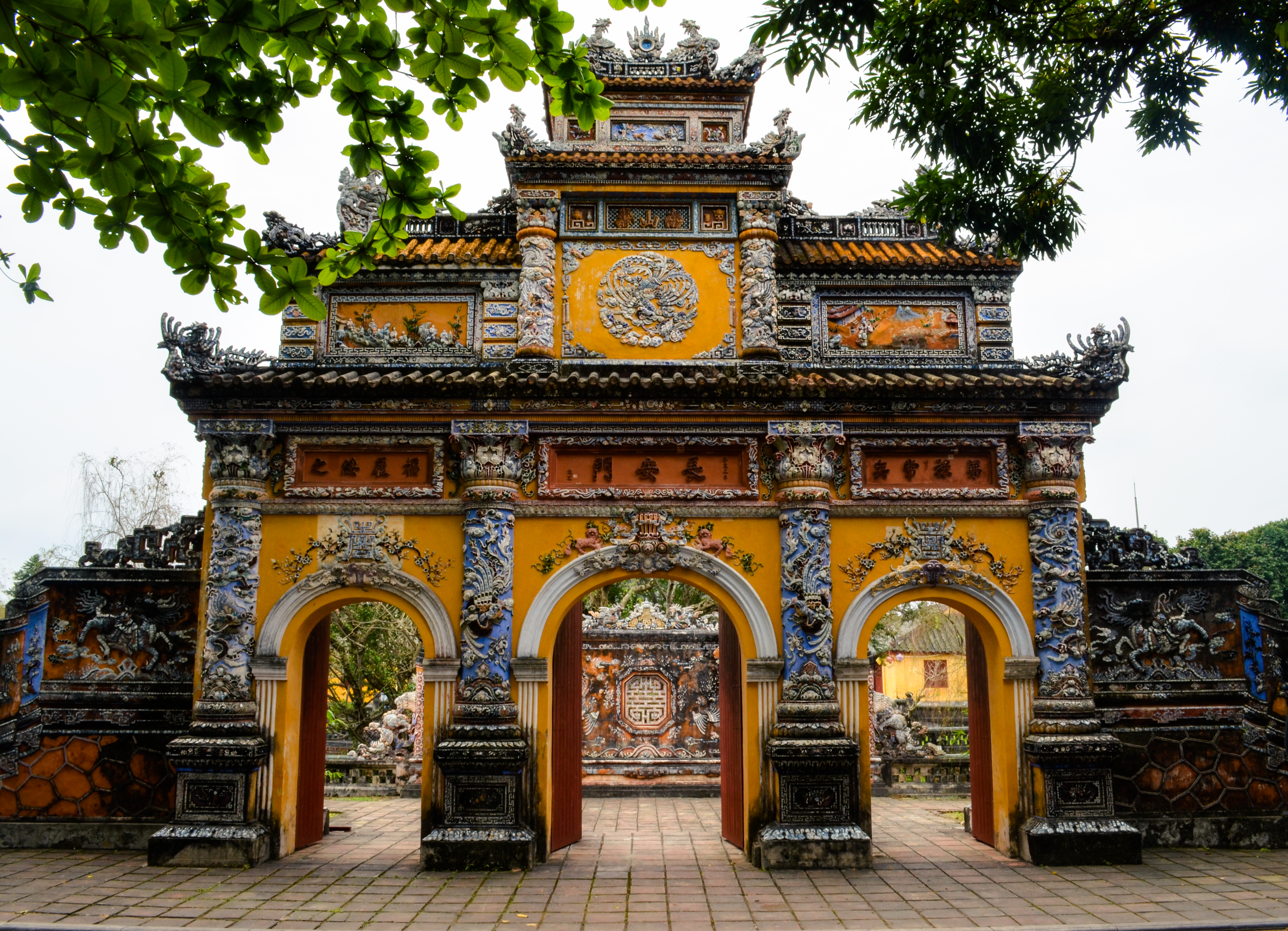
Trường An môn

### Thời Minh Mạng
Cung Trường Sanh được khởi công xây dựng vào năm Minh Mạng thứ nhất (1821), ở phía Tây Bắc Hoàng thành, sau cung Diên Thọ. Trong giai đoạn đầu khi mới xây dựng, Cung mang tên Cung Trường Ninh, mang dáng dấp của một hoa viên. Kiến trúc ban đầu của cung có hình chữ Tam (三) gồm một điện chính, điện phía trước, lầu phía sau, nhà Huyên Đường, nhà Di Chí, lầu Vọng Hồ cùng với các hệ thống thành, hồ, cầu, núi. Nhà Di Chí và lầu Vọng Hồ đến năm 1838 thì được dỡ để đem đi làm lầu Trừng Luyện và nhà tạ Thanh Tâm ở hồ Tịnh Tâm.

### Thời Thiệu Trị trở về sau
Đến năm Thiệu Trị thứ 6 (1846), cung Trường Ninh được trùng tu lớn, với sự nâng cấp quy mô và kiểu dáng kiến trúc. Kiến trúc chính của cung giai đoạn này xếp theo hình chữ Vương (王) với hệ thống hành lang tạo nét sổ (丨) giữa chữ, nối kết các cung điện với nhau. Hệ thống cung bao gồm
- Thọ Khang điện (壽康殿) đặt chính giữa,
- Ngũ Đại Đồng đường (五代同堂) phía trước
- Vạn Phước lâu (萬幅樓) ở phía sau.

Ngoài ra, phía trước nhà Ngũ Đại Đồng Đường có xây dựng một phương môn làm tiền án, phía sau lầu Vạn Phúc có xếp mấy ngọn đá giả sơn mang tên núi Bảo Sơn, núi Kình Ngư, núi Hổ Tôn v.v. làm hậu chẩm.
Vòng quanh Cung còn có lạch nước Đào Nguyên nhân tạo nối qua hồ Nội Kim Thủy ở phía Bắc. Ngang qua con lạch bắc những cây cầu sơn màu đỏ để tiện đi lại.
Cung quay mặt về hướng Đông, cửa chính của cung gọi Trường An môn (長安門) xây theo lối tam quan, trang trí đề tài hoa lá và ngũ sắc, phía Tây là cửa Thụy môn, phía Nam là cửa Hữu Hòa và cửa Thanh Minh nằm ở phía Bắc.
Năm 1923, vua Khải Định tiếp tục cho tu bổ cung, đổi tên thành cung Trường Sanh đồng thời dựng thêm hai tòa nhà để xe ở phía trước, gần cổng vào cung.

## Công năng
Trong giai đoạn đầu, Cung Trường Ninh đóng vai trò một hoa viên nơi các chúa Nguyễn mời mẹ đến thăm thú, du ngoạn. Cuối đời Nguyễn, nơi đây trở thành nơi ăn chốn ở, sinh hoạt của các bà hoàng như bà Lệ Thiên Anh (vợ vua Tự Đức), bà Từ Minh (vợ vua Dục Đức), bà Tiên Cung (vợ vua Đồng Khánh) v.v.

## Dự án khôi phục
Năm 1990, Trung tâm Bảo tồn Di tích Cố đô Huế dời các hộ dân đã ở trong phạm vi phế tích Cung Trường Sanh ra ngoài khu vực.
Ngày 5 tháng 1 năm 2005, Trung tâm Bảo tồn di tích cố đô Huế đã khởi công dự án tu bổ, phục hồi khu di tích Cung Trường Sanh, với tổng kinh phí gần 30 tỷ đồng. Dự án hoàn thành vào năm 2007 với việc tu bổ 4 gian nhà trong cung, phục hồi lạch Đào Nguyên, các hòn non bộ, hồ Tân Nguyệt, vườn cảnh, tường thành, cổng hoàng cung, đồng thời lát gạch Bát Tràng trong sân của toàn cung.